# Жуков, Алексей Юрьевич
Алексей Юрьевич Жуков (Пустой шаблон {{ВД-Преамбула}} ) — советский и российский хоккеист, нападающий.

## Биография
Воспитанник «Торпедо» Усть-Каменогорск. Дебютировал за команду в переходном турнире между высшей и первой лигами сезона 1989/90, сыграв три матча. В следующем сезоне провёл в высшей лиге 11 матчей. Два сезона отыграл в фарм-клубах ШВСМ и «Торпедо-2», в сезоне 1992/93 также сыграл 11 матчей в МХЛ. В дальнейшем выступал за «Металлург» и «Металлург-2» (Магнитогорск) и «Южный Урал» Орск (все — 1993/94), «Рубин» Тюмень (1994/95 — 1995/96), «Мостовик» Курган (1995/96), «Кедр» Новоуральск и «Металлург-2» Новокузнецк (1996/97), «Горняк» Райчихинск (1997/98).
После завершения профессиональной карьеры играл за клуб шестой немецкой лиги «Райне» (2016/17 — 2019/20).